# Mediterranisierung
Der Begriff Mediterranisierung beschreibt verschiedene Phänomene, welche mit einer klimatischen Veränderung oder auch mit Anpassung an südländische Lebensumstände einhergehen.

## Sehnsucht nach immerwährendem Sommer

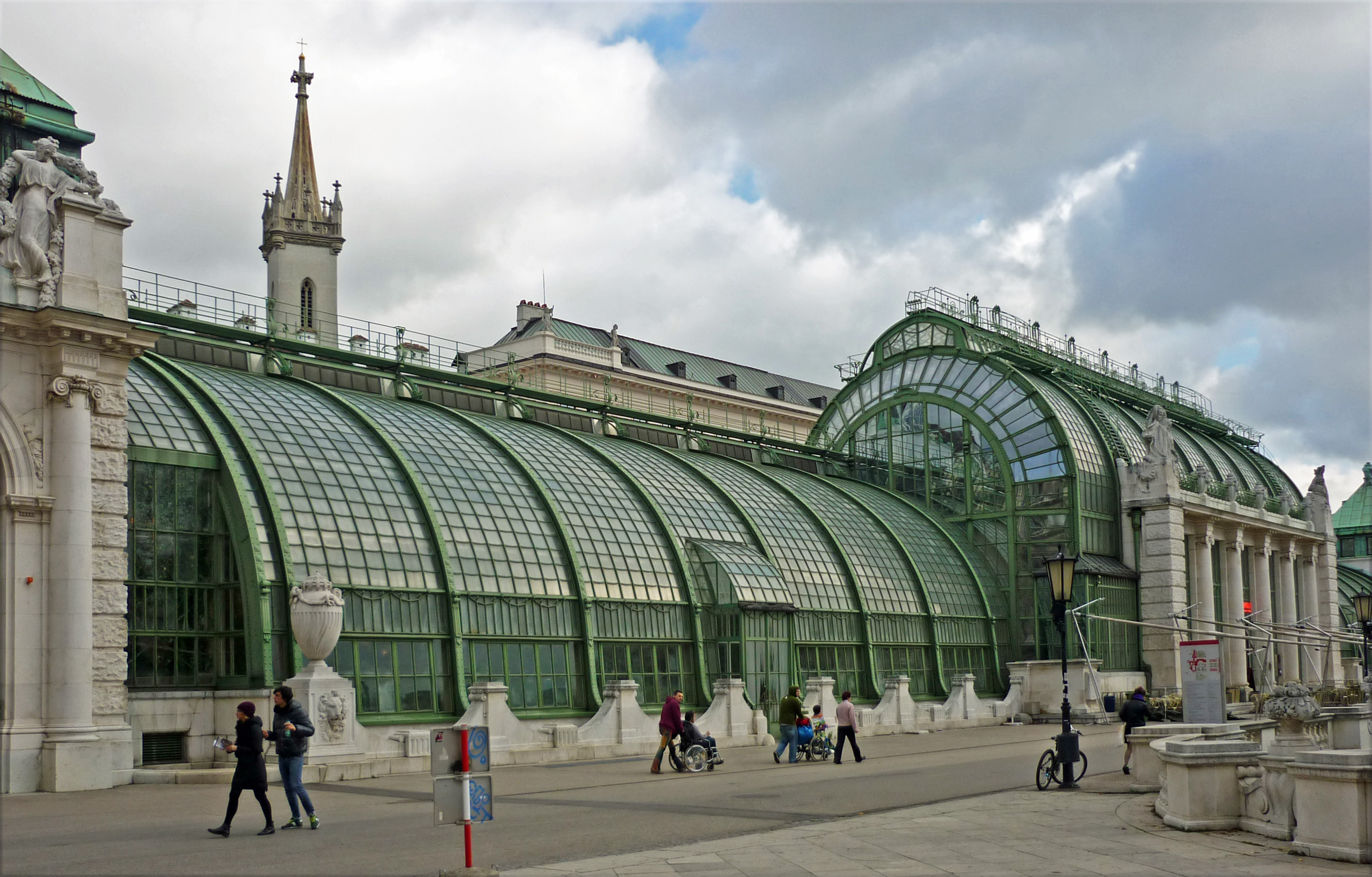
Palmenhaus Wien

Schon Aristoteles, Thomas Morus, Montesquieu und Kant befanden die „gemäßigte“ oder „temperierte Zone“, wo das optimal ausgeglichene Klima herrscht und der Mensch befreit vom Zwang extremer Klimate lebt, für ideal. Der radikalere Utopist Charles Fourier, ein Vordenker des Sozialismus, träumte von einer globalen Neuordnung der Klimaverhältnisse. Seine 1808 publizierte „Théorie des quatre mouvements“ ist die Vorstellung von einer Neugestaltung der Gesellschaft und der Geschlechter, die im Zusammenhang mit einem tiefgreifenden Klimawandel stattfindet.
Im 18. Jahrhundert wurden Orangerien und Wintergärten gebaut, die im 19. Jahrhundert in Form von Passagen und Glaspalästen immer gigantischere Ausmaße annahmen. Diese „Klimakapseln“ wurden zuerst im von Smog, Nebel und Dauerregen geplagten London gebaut, danach auch in den anderen kühlen Zonen Mitteleuropas – überall wo die Menschen sich nach einem immerwährenden Sommer sehnten.

## Mediterranisierung des Klimas
Dass derzeit ein Klimawandel stattfindet, streitet kaum jemand ab. Klimaforscher sagen voraus, dass sich die Klimazonen der Erde polwärts verschieben werden und man für den deutschsprachigen Raum von einer Mediterranisierung sprechen kann.

## Mediterranisierung des Lebensstils

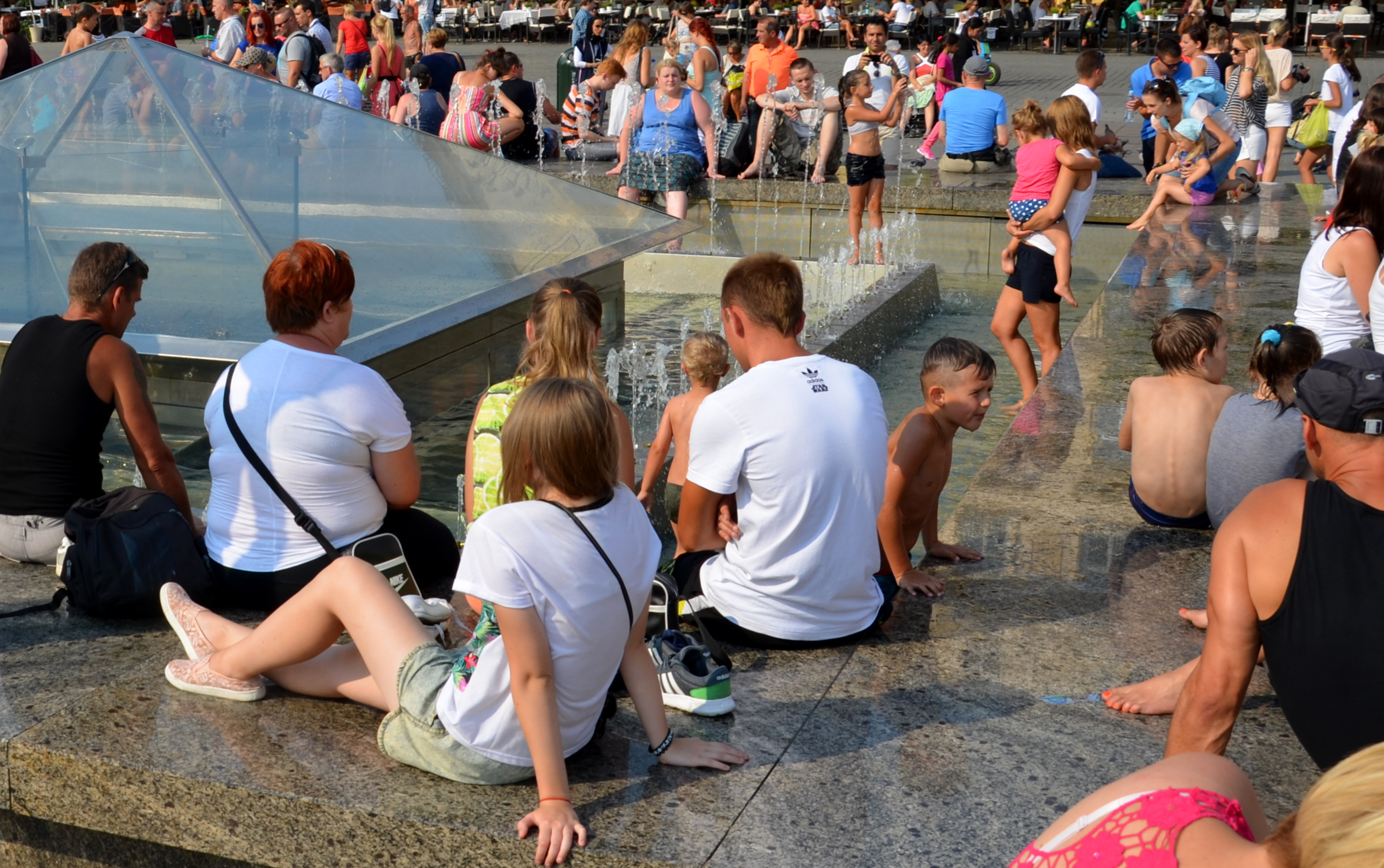
Hitzewelle in Krakau

Der globale Klimawandel hat spezifische regionale Auswirkungen, wovon neben Naturräumen sowohl soziale als auch technische Systeme betroffen sind. Die Folgen des Klimawandels wirken sich in den verschiedenen Sektoren und Regionen ganz unterschiedlich aus und können sowohl mit Risiken als auch mit Chancen verbunden sein. Im Verbrauchsmuster sowie in der Gesamtnachfrage nach Energie sind Veränderungen bei Privathaushalten und bei Industriekunden zu beobachten.
Mit der sogenannten Mediterranisierung des Lebensstils wird eine Verschiebung der Lastkurve im Tagesverlauf verbunden, weil ein allgemeiner Temperaturanstieg den Wärmebedarf im Winter senkt und den Kühlungsbedarf im Sommer erhöht. Dies hat auch Auswirkungen auf die Nahrungsmittelindustrie, die sich auf neues Essverhalten einstellen muss, da mehr leichtere Gerichte, Speiseeis und Kühlgetränke gefragt sind. Auch die Bekleidungsindustrie muss sich den Wetterveränderungen anpassen und sieht sich zunehmend mit Planungsunsicherheiten konfrontiert.

## Mediterranisierung der Esskultur

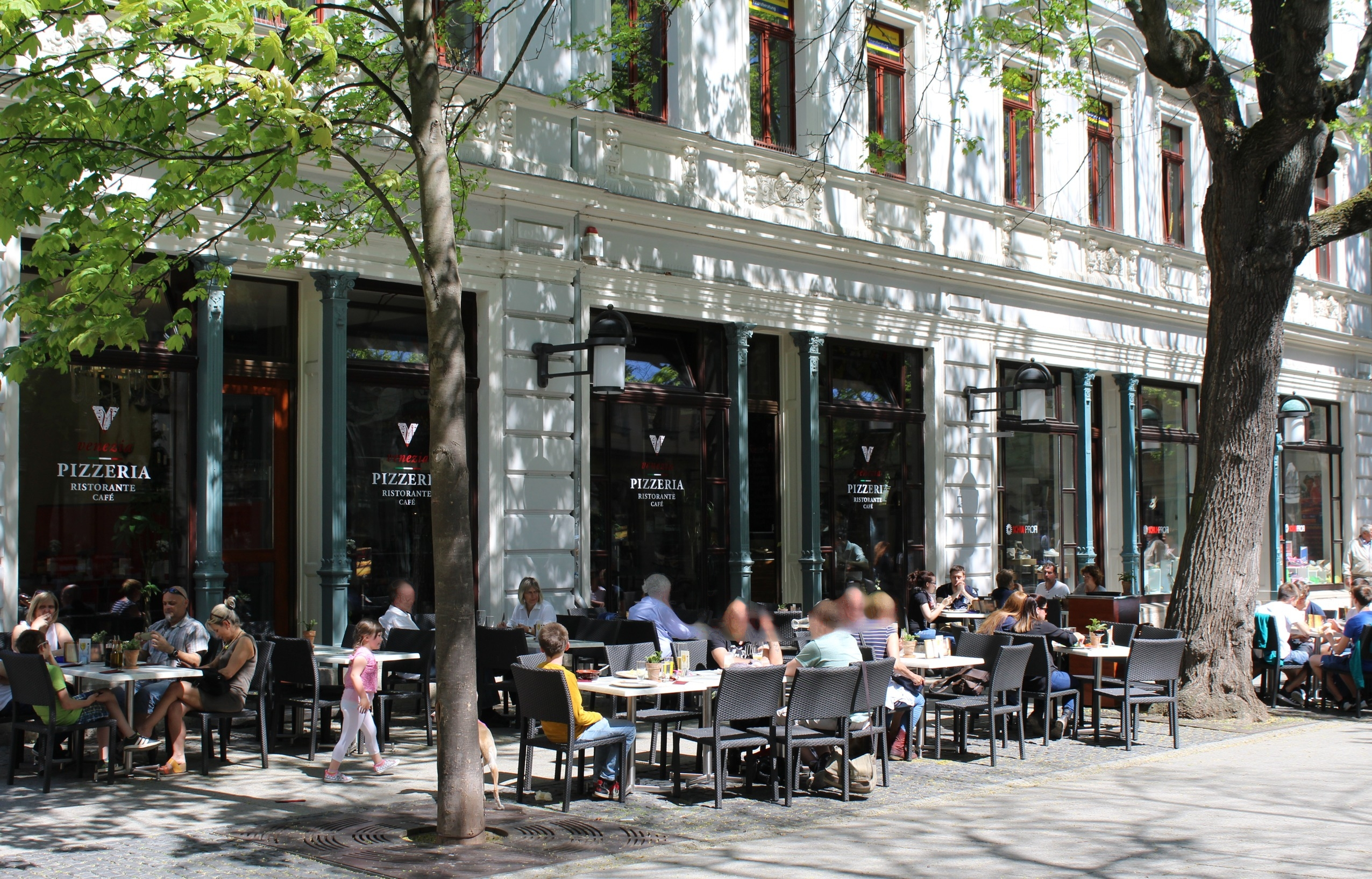
Pizzeria in Weimar

In der Zeit der Anwerbevereinbarungen der Bundesrepublik Deutschland, die 1955 begann, kamen ca. 12 Millionen sogenannte Gastarbeiter aus Anwerbestaaten wie Italien, Spanien, Portugal, Griechenland, Jugoslawien und später der Türkei und Marokko. Es war angedacht, die Arbeitskräfte in Form eines Rotationsprinzips turnusmäßig zu ersetzen, eine Eingliederung in die bestehende Gesellschaft war nicht gewollt. Die Arbeitnehmer richteten sich daher auf eine baldige Rückkehr ein, ihr Heimatgefühl manifestierte sich in der „verlassenen Heimat“. Der Schlager „Griechischer Wein“, in welchem Udo Jürgens das Heimweh der griechischen Arbeiter besingt, widerspiegelt dieses niemals-angekommen-Sein und die damaligen Rückkehroptionen, und es entsprach der Realität, dass viele Gastarbeiter ihr Land, ihre Familien und ihre Bezugspunkte stark vermissten. Sie versuchten sich Äquivalente zu schaffen, die alte Heimat in das neue Leben zu integrieren. So gehen viele Veränderungen im lokalen Alltagsleben unserer Gesellschaft auf genau diese Zeiten zurück, in welchen die Gastarbeiter ihre alte Heimat in die neue integrierten. Vieles, was wir heute als selbstverständlich ansehen – die Mediterranisierung des alltäglichen Lebensmittelangebots oder die Ausdifferenzierungen in der Gastronomie – stammt aus eben jenen Zeiten. Damit trugen die Einwanderer neben dem wirtschaftlichen Wachstum der Bundesrepublik Deutschland, auch zur kulturellen Vielfalt alltäglicher Lebensstile und -formen bei.
Die Mediterranisierung der Esskultur ist ein Gesellschaftstrend, der durch die Popularisierung der südländischen Küche oder auch das Verschieben der Mahlzeiten in die späten Abendstunden gekennzeichnet ist. Internationalismen wie z. B. Paella oder Fondue bereicherten durch den Zuzug von Gastarbeitern aus den romanischen Ländern die nordeuropäischen Küchensprachen. Espresso oder ofenfrische Pizza beim Italiener zu genießen, gehörten vor etwa 40 Jahren noch nicht selbstverständlich zum Lifestyle.
Seit den 1970er Jahren breiten sich „mediterran definierte“ Küchen aus, in deren Windschatten lokale und traditionale Kulinarikformen „wiedererfunden“ werden.

## Reflexive Mediterranisierung
Die Kulturanthropologin Regina Römhild forschte am Beispiel Kretas, dass in der Nachkriegszeit nicht allein die minoische Hochkultur oder die landschaftlichen und klimatischen Merkmale dazu beitrugen, dass der Tourismus zur wichtigsten Einnahmequelle der Insel wurde. Der Widerstand der Kreter gegen ihre Besatzungsmächte im Laufe der Geschichte und das Bild des wilden archaischen Kämpfers flossen in eine touristische Imagination von Kreta ein. Römhild stellte auch fest, dass Alexis Sorbas, der Romanheld aus dem 1946 erschienenen Roman Nikos Kazantzakis', die touristische Imagination von Kreta stark beeinflusste. Seine Romanfigur vereint idealisierten Primitivismus und nonkonformistische Freiheit in sich, was ihn zum Idol der Kulturkritiker des Nordwestens machte und deren Vorstellungskraft beflügelte. Diesen Spirit suchen Reisende in den Tavernen und in den Bergen Kretas.
Die touristische Vision wird an Urlaubsorten kultiviert, indem Traditionen im Dienste touristischer Sehnsüchte vorgeführt und inszeniert werden. Ehemalige Gastarbeiter kehren in ihre Heimatländer zurück und bringen ihre im Auswanderungsland gewonnenen Erfahrungen und Kenntnisse in der heimatlichen Tourismusökonomie ein. Viele Touristen beteiligen sich selbst an der Verwirklichung ihrer Sehnsüchte, etwa mit einem Zweitwohnsitz an Urlaubsorten. Somit tragen die transnationalen Migranten zu einer reflexiven Mediterranisierung bei, die ihren Ursprung im fiktiven Mittelmeerraum hat und zu ihrem Ursprung zurückkehrt.

## Mediterranisierung des öffentlichen Raumes
In Bezug auf die Innenstadtentwicklung wird mit Mediterranisierung die dynamische Entwicklung der Freiraumnutzung bezeichnet. Dieses Phänomen wird seit Beginn des 21. Jahrhunderts in ganz Europa beobachtet, es führt zum Ausbau der Außengastronomie, zu einer zunehmenden Attraktivität öffentlicher Freiräume sowie zu neueren Erscheinungsformen wie spontane Freilufttanzveranstaltungen. Mit Palmen, Sandflächen oder Terracotta wird auf einen mediterran verstandenen Laissez-faire-Lebensstil angespielt. Wolfgang Kaschuba beobachtet, wie der Frühling in Berlin und andern Großstädten mit einer regelrechten „Verpalmung“ und „Verschirmung“ der Innenstadt beginnt, wenn Cafés, Einkaufspassagen und Stadtstrände mit Zehntausenden Palmen und Sonnenschirmen auf den Sommer vorbereitet werden.
Kaschuba beschreibt die „Mediterranisierung“ der Innenstädte als gezielten Versuch einer „Anmutung“ als urbane Küsten- und Freizeitlandschaft durch ästhetische Inszenierungen, atmosphärische Arrangements und symbolische Praxen. Das Mediterrane versteht sich dabei als assoziative Nachahmung von landschaftlichen, touristischen, regionalen und mentalitären Motiven, die im kühlen Mittel- und Nordeuropa natürlich nur mit einer gehörigen Portion Imaginationskraft und Selbstironie als urbane „Côte d’Azur“ er- und gelebt werden können. Es geht bei dieser „Mediterranisierung“ nicht mehr nur um traditionelle Formen wie der eher straßenabgewandte und eher abends besuchte Biergarten. Selbst italienische Eiscafés boten ihre Kreationen in den 1980er Jahren noch drinnen an, weil solches „Dolce Vita“ draußen und am hellen Nachmittag in nordeuropäischen Städten gegen Arbeitsethos und bürgerliche Konvention verstoßen hätte. Oder das sich verbreitende Picknicken oder Grillen im Park oder Stadtwald. Heute geht es vielmehr genau umgekehrt um die demonstrative Zuwendung der „mediterranen“ Räume und Praxen zu Straße und Öffentlichkeit, um die optische und physische Präsentation urbaner Genuss- und Freizeitkultur, die oft ganz bewusst als Querriegel und Stolperstein konzipiert wird, wenn die Cafétische, die Liegestühle und die Körper nun Gehwege, Plätze und Passagen blockieren.
Eine Touristizierung des Alltags findet in inszenierten Erlebniswelten, den vielen Bistros, Cafés, Coffee-Shops etc. statt. Wie im Urlaub wird frei von Stress und Arbeit kontemplativ mit anderen Menschen zusammen Zeit verbracht, sodass von einer allgegenwärtigen Mediterranisierung des Alltags die Rede sein kann, abzulesen auch an der leichten Bekleidung, dem Essen im Freien sowie der Architektur. Diese Erscheinungen sind Ausdruck der Möglichkeit das Andere zu veralltäglichen und sich darin und damit zu verorten, als Erlösung vom Alltag.

## Begleiterscheinungen

### Lärmbelästigung

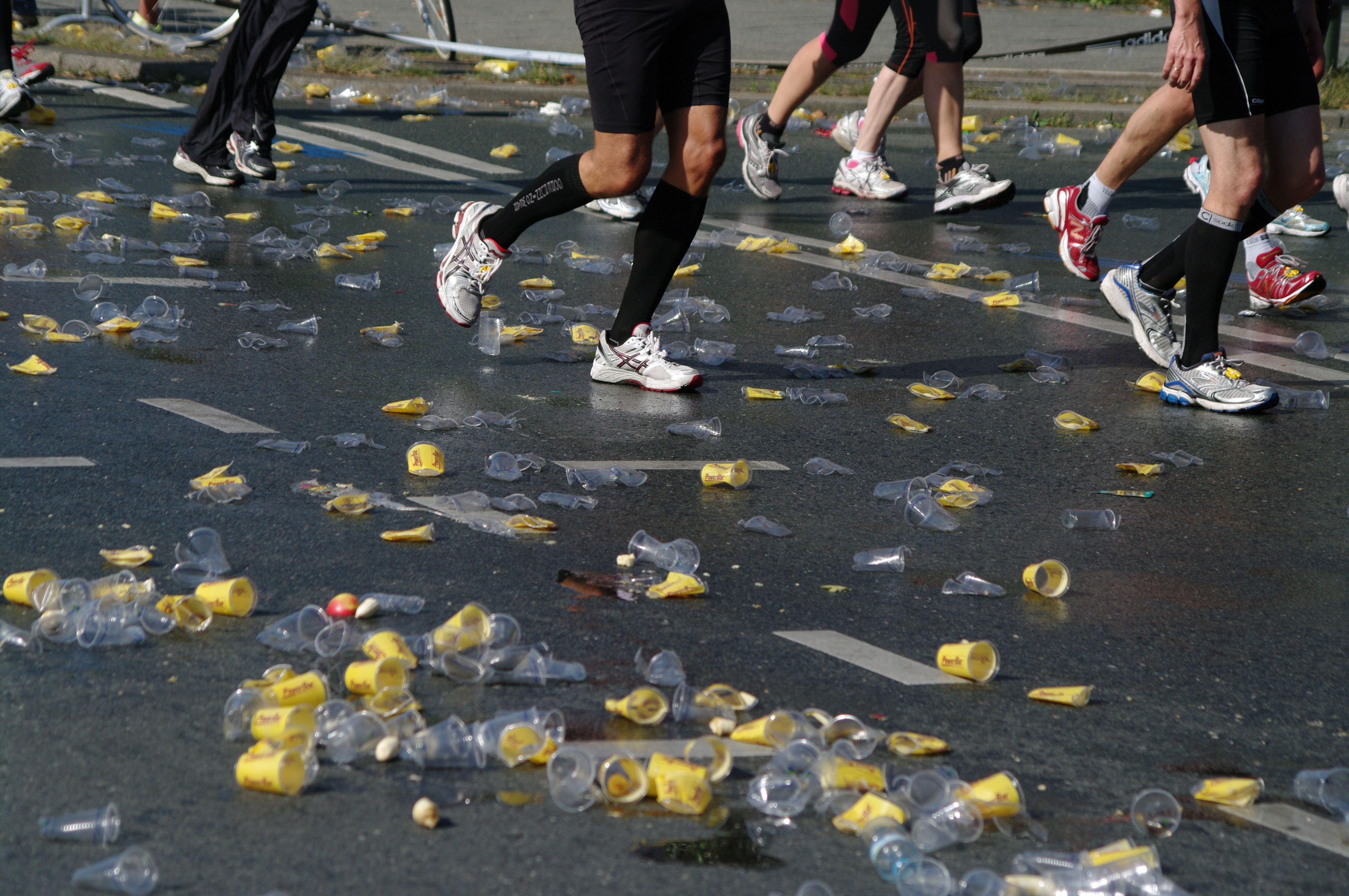
Berlin Marathon Freizeitläufer

Früher wurde Lärm weniger negativ wahrgenommen, da alle Funktionen einer Stadt im engsten öffentlichen Raum stattfanden. Dies ist bis zu einem bestimmten Punkt so geblieben, außer dass früher die Nachtruhe eingehalten wurde. Es resultieren Konflikte, weil die unterschiedlichen Interessen der Anwohner und der Veranstalter aneinanderstoßen: die einen fordern ihr Recht auf Ruhe ein, die anderen möchten ihr Recht auf Freizeitunterhaltung wahrnehmen.
Das gute Image einer Stadt zeichnet sich zunehmend aus durch eine „Mediterranisierung“, also ein Leben im Freien sowie durch Stadtgebiete, in denen das Nachtleben Vorrang hat. Dies hat zur Folge, dass die unterschiedlichen Interessen der Anwohner und der Veranstalter kollidieren, weil die einen ein Recht auf Ruhe einfordern, die anderen ihr Recht auf Freizeitunterhaltung wahrnehmen möchten. Der Vollzug der gesetzlichen Regelungen stößt in den Innenstädten häufig an seine Grenzen, da die verschiedenen Rechtsnormen und Politiken aber sich widersprechen (z. B. Lärmschutz und Gewerbefreiheit).

### Littering
Durch zunehmende Mobilität und Unterwegskonsum konnte die Vermüllung der Umwelt schon seit Ende des 20. Jahrhunderts beobachtet werden, jedoch hat durch die Mediterranisierung der Städte das Ausmaß des Litterings (aus englisch: litter; deutsch: Abfall) eine neue Dimension erreicht. Die Benutzung der öffentlichen Parks, Grünflächen und Gewässerufer für Grillpartys u. ä. hat eine starke Vermüllung durch Einweg-, To-go- und Take-away-Verpackungen zu verzeichnen.